# 香港欖球總會京士柏運動場
香港欖球總會京士柏運動場（英語：Hong Kong Rugby Union King's Park Sports Ground），又稱香港欖球之家－京士柏（英語：The Home of Hong Kong Rugby – King's Park），位於香港九龍京士柏衛理徑11號，是香港欖球總會屬下兩個場地之一，另一場地是天秀欖球場。

## 簡介
香港欖球總會京士柏運動場前身為已拆卸的京士柏英國陸軍醫院(今君頤峰)的一部分，現為香港欖球總會作訓練和比賽的場地，亦可作為足球訓練場地用途。香港欖球總會於政府的短期租賃協議下擁有場地，並透過專責場地設施部門管理場地相關事宜，如租用及維修等。

## 部份租戶
- 香港理工大學
- 香港都會大學
- 東方體育會
- 晉峰足球會
- 香港國際學校
- 沙田學院
- 拔萃男書院[4]

## 外部連結
- King's Park Sports Ground （页面存档备份，存于）
- 香港欖球總會 場地 （页面存档备份，存于）

22°18′33″N 114°10′40″E / 22.309173°N 114.177787°E